# Третье чудо
«Третье чудо» (англ. The Third Miracle) — фильм режиссёра Агнешки Холланд, снятый в 1999 году.

## Сюжет
Чикаго, 1979 год. Из разных мест приходят сообщения о чудесах, подлинность которых поручено проверять католическому священнику Френсису Шуру. Эта миссия тяготит падре, так как он, исследовав факт, бывало, разрушал веру целых приходов. На этот раз ему предстоит исследовать плачущую кровавыми слезами статую Девы Марии, что как-то связано с недавно умершей прихожанкой Хелен Риген.
Выясняется, что девушка, которую в младенчестве исцелила Хелен, в настоящее время малолетняя проститутка, а Роксана, дочь потенциальной святой, разочаровалась в религии. Вдобавок между ней и отцом Шуром возникают романтические отношения, что ещё более усложняет ситуацию. Тем не менее, исследовав ситуацию, священник считает, что имеет дело с настоящей святостью и рекомендует рассмотреть вопрос о канонизации Хелен.
Год спустя начинается процедура канонизации. В качестве адвоката дьявола выступает немецкий архиепископ Вернер. Помощник Шура брат Григорий едет на родину Хелен в Словакию, где узнаёт историю, случившуюся во время войны, однако жители коммунистической Словакии отказываются официально это подтверждать. Тем временем на комиссии возникают ожесточённые споры между отцом Шуром и архиепископом Вернером.
И вот, хотя у Френсиса нет доказательств, он рассказывает, что на самом деле Хелен была цыганкой из города Бистрица в Словакии. 9 мая 1944 года это место подверглось бомбовому удары со стороны американцев. Девочка начала молиться, и бомбы не причиняли вреда городу. Неожиданно Вернер признаёт, что будучи молодым солдатом вермахта, был свидетелем этих событий…

## В ролях
- Эд Харрис — отец Френсис Шур
- Энн Хеч — Роксана Риген
- Армин Мюллер-Шталь — архиепископ Вернер
- София Поланска — Хелена в детстве
- Павол Саймон — отец Хелены
- Иван Лукац — молодой священник
- Патрик Майнер — молодой немецкий солдат (Вернер)
- Майкл Рисполи — Джон Леоне
- Кенни Робинсон — менеджер
- Рони Клэнтон — Хиггинс
- Анджела Фуско — милосердная женщина
- Чарльз Хейд — епископ Кэхилл
- Сьюзэн Хенли — сестра Маргарет
- Кен Джеймс — отец Пол Панек
- Джейд Смит — Мария в юности
- Моника Мойика — сестра Мария Катерина
- Джеймс Гэллэндерс — брат Грегори